# 통련버스
통련버스(영어: United Highway Bus Company Limited, 중국어: 統聯客運)는 대만 타이베이시 싼충구에 본사를 둔 버스 기업이다.

## 갤러리

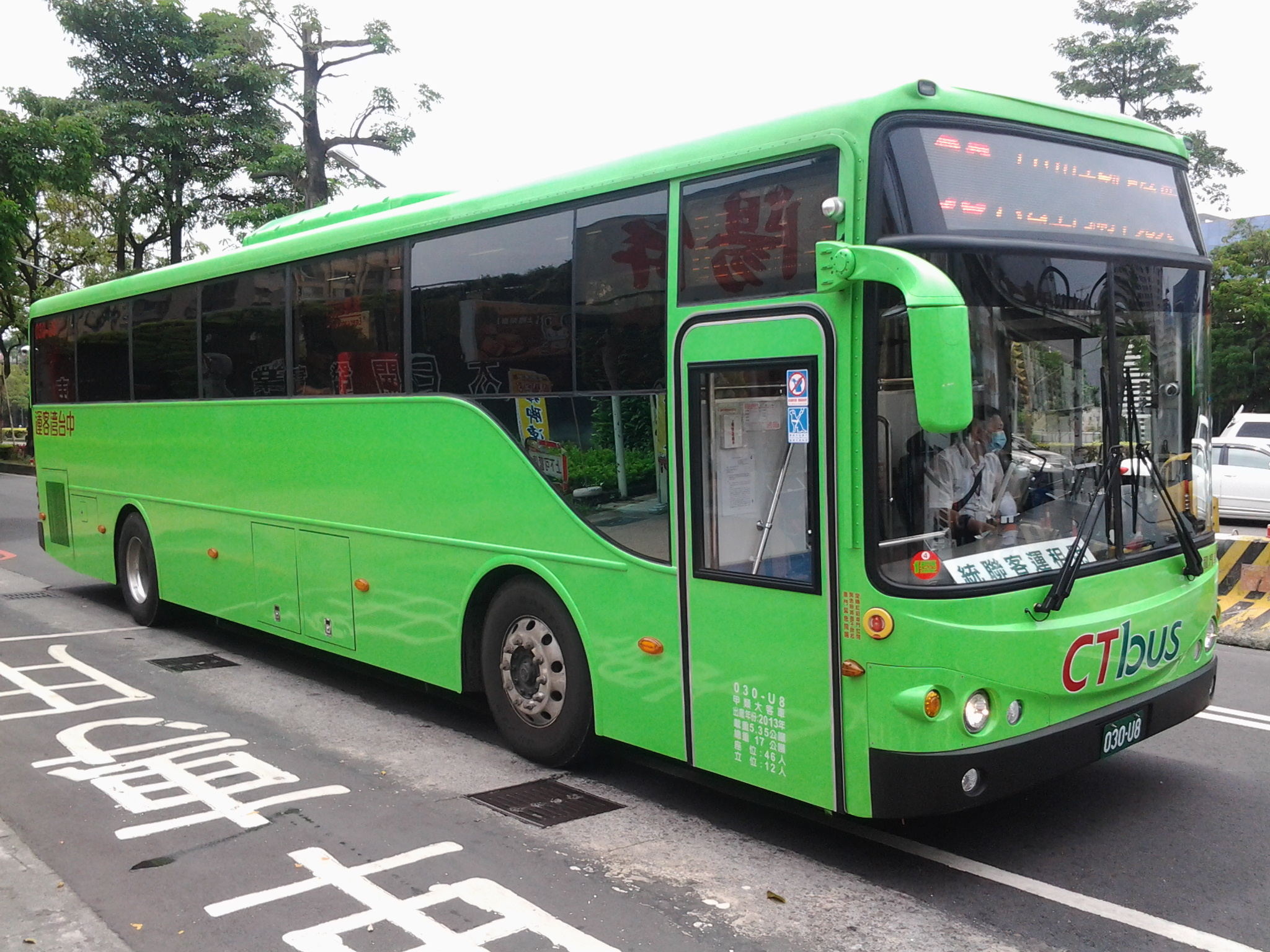

## 연혁
- 1989년 9월 6일: 회사 설립